# 浅間神社 (大田区大森西)
浅間神社（せんげんじんじゃ）は、東京都大田区大森西にある神社。大森浅間神社（おおもりせんげんじんじゃ）とも。
近隣の馬込浅間神社も兼務している。

## 概要
江戸時代に富士講の流行によって各地に作られた浅間神社の1つである。
当社は8代将軍・徳川吉宗の時代の創建とされる。

## 境内
- 本殿・拝殿
- 神楽殿
- 社務所・神札所
- 狛犬
- 手水舎
- 忠孝碑
- 鳥居
- 百度石
- 神輿庫
- 駐車場
- 浅間幼稚園

### 境内社
- 稲荷神社

## 祭事
- 1月1日 - 元旦祭
- 2月初午日 - 初午祭
- 6月第1土日 - 例大祭
- 11月15日 - 七五三祭
- 11月23日 - 新嘗祭
- 12月31日 - 大祓式